# ジルベルト・セレスティーノ
- ヒールベアトー・セレスティーノ

ジルベルト・セレスティーノ（Gilberto Celestino, 1999年2月13日 - ）は、 ドミニカ共和国のサントドミンゴ出身のプロ野球選手（外野手）。左投右打。MLBのニューヨーク・メッツ傘下所属。
発音指標ではヒールベアトー・セレスティーノ(heel-bear-toe sell-ess-TEE-no)となっている。

## 経歴

### プロ入りとアストロズ傘下時代
2015年7月にアマチュア・フリーエージェントでヒューストン・アストロズと契約してプロ入り。
2016年、傘下のルーキー級ドミニカン・サマーリーグ・アストロズでプロデビュー。ルーキー級ガルフ・コーストリーグ・アストロズでもプレーし、 2チーム合計で56試合に出場して打率.257、2本塁打、19打点、15盗塁を記録した。 
2017年はアパラチアンリーグのルーキー級グリーンビル・アストロズでプレーし、59試合に出場して打率.268、4本塁打、24打点、10盗塁を記録した。
2018年はA-級トリシティ・バレーキャッツとAA級コーパスクリスティ・フックスでプレーした。

### ツインズ時代
2018年7月27日にライアン・プレスリーとのトレードで、ホルヘ・アルカラと共にミネソタ・ツインズへ移籍した。移籍後は傘下のアパラチアンリーグのルーキー級エリザベストン・ツインズでプレーし、移籍前を含めた3チーム合計で64試合に出場して打率.287、5本塁打、34打点、22盗塁を記録した。
2019年はA級シーダーラピッズ・カーネルズとA+級フォートマイヤーズ・ミラクルでプレーし、2チーム合計で124試合に出場して打率.277、10本塁打、54打点、14盗塁を記録した。オフにはWBSCプレミア12のドミニカ共和国代表に選出された。また、11月20日にはルール・ファイブ・ドラフトでの流出を防ぐために40人枠入りした。
2020年はCOVID-19の影響でマイナーリーグの試合が開催されず、メジャーにも昇格しなかったため、公式戦の出場は無かった。
2021年は5月のマイナーリーグ開幕からAA級ウィチタ・ウィンドサージで公式戦に出場し始め、AAA級セントポール・セインツを経て6月2日にメジャー初昇格を果たした。同日のボルチモア・オリオールズ戦にて「9番・中堅手」で先発出場してメジャーデビュー（この試合での結果は2打数無安打）。この年メジャーでは23試合に出場して打率.136、2本塁打、3打点を記録した。
2022年は122試合に出場して打率.238、2本塁打、24打点、4盗塁を記録した。
2023年はメジャー出場が無かった。マイナーではAA級ウィチタとAAA級セントポールでプレーし、2チーム合計で59試合に出場して打率.244、4本塁打、31打点、4盗塁を記録した。10月1日にDFAとなり、5日にマイナー契約となった後、11月6日にFAとなった。

### パイレーツ傘下時代
2023年11月19日にピッツバーグ・パイレーツとマイナー契約を結んだ。

### カブス傘下時代
2024年7月25日に金銭トレードでシカゴ・カブスに移籍した。8月11日に放出された。

### メッツ傘下時代
2025年2月25日にニューヨーク・メッツと契約した。

## プレースタイル
メジャーデビュー前のツインズ傘下時代、ベースボール・アメリカ誌における組織内での「最も守備の優れた外野手」部門に2018年から2年連続で選出されるなど好守が売り物であり、俊足と強肩も備えると評されている。

## 詳細情報

### 年度別打撃成績
| 年 度    | 球 団    | 試 合 | 打 席 | 打 数 | 得 点 | 安 打 | 二 塁 打 | 三 塁 打 | 本 塁 打 | 塁 打 | 打 点 | 盗 塁 | 盗 塁 死 | 犠 打 | 犠 飛 | 四 球 | 敬 遠 | 死 球 | 三 振 | 併 殺 打 | 打 率 | 出 塁 率 | 長 打 率 | O P S |
| -------- | -------- | ----- | ----- | ----- | ----- | ----- | -------- | -------- | -------- | ----- | ----- | ----- | -------- | ----- | ----- | ----- | ----- | ----- | ----- | -------- | ----- | -------- | -------- | ----- |
| 2021     | MIN      | 23    | 62    | 59    | 7     | 8     | 3        | 0        | 2        | 17    | 3     | 0     | 0        | 0     | 0     | 3     | 0     | 0     | 14    | 2        | .136  | .177     | .288     | .466  |
| 2022     | MIN      | 122   | 347   | 311   | 30    | 74    | 12       | 1        | 2        | 94    | 24    | 4     | 1        | 2     | 0     | 32    | 0     | 2     | 77    | 13       | .238  | .313     | .302     | .615  |
| MLB：2年 | MLB：2年 | 145   | 409   | 370   | 37    | 82    | 15       | 1        | 4        | 111   | 27    | 4     | 1        | 2     | 0     | 35    | 0     | 2     | 91    | 15       | .222  | .292     | .300     | .592  |

- 2023年度シーズン終了時

### 背番号
- 79（2021年）
- 67（2022年）

### 代表歴
- 2019 WBSCプレミア12 ドミニカ共和国代表